# Chants de marins (album)
Chants de marins est un album studio de Marc Ogeret sorti en 1996.

## Titres
| No  | Titre                                                                       | Auteur                                    | Durée |
| --- | --------------------------------------------------------------------------- | ----------------------------------------- | ----- |
| 1.  | Valparaiso (Chanson à virer au guindeau)                                    | Traditionnel                              |       |
| 2.  | Sur le pont de Morlaix (Chanson à répondre)                                 | Traditionnel breton                       |       |
| 3.  | Les trois marins de Groix (Chanson à virer)                                 | Traditionnel                              |       |
| 4.  | La Danaé (Chanson à virer)                                                  | Traditionnel                              |       |
| 5.  | La complainte des Terre-Neuvas                                              | Paroles Gaston Couté, musique Marc Robine |       |
| 6.  | La Margot (Chanson à virer)                                                 |                                           |       |
| 7.  | Hourra les filles à cinq deniers (Chanson à ramer)                          |                                           |       |
| 8.  | Chantons pour passer le temps (Chanson à virer)                             | Traditionnel                              |       |
| 9.  | Le 31 du mois d'août (XIXe Siècle)                                          |                                           |       |
| 10. | Jean François de Nantes (Chanson à hisser)                                  |                                           |       |
| 11. | Le Grand Coureur (Chanson à virer)                                          |                                           |       |
| 12. | Le retour du marin (ou Brave Marin)                                         |                                           |       |
| 13. | Les filles de La Rochelle (Chanson de gaillard d'avant)                     |                                           |       |
| 14. | La courte paille (ou Il était un petit navire, Chanson de gaillard d'avant) |                                           |       |
| 15. | Les filles de Lorient                                                       | Traditionnel breton                       |       |
| 16. | La boiteuse (ou Quand la boiteuse va-t-au marché)                           |                                           |       |
| 17. | Adieu cher camarade (Chanson du gaillard d'avant)                           | Traditionnel breton                       |       |